# 굴드쥐
굴드쥐(Pseudomys gouldii)는 쥐과에 속하는 설치류의 일종이다. 오스트레일리아에서만 발견되며, 샤크 만 지역 4개 섬에서 제한적으로 서식한다. 한때 오스트레일리아 서부 2/3 전역에서 발견되었지만, 유럽인과 야생 동물의 이주 이후 서식 지역이 크게 줄었다. 분포 지역은 베르니에 섬의 해안가 모래 언덕으로 축소되고 심각한 멸종 위험 상태에 빠졌다. 2003년 오스트레일리아 야생자연보전협회(AWC, Australian Wildlife Conservancy)가 포레 섬에 일부 샤크만쥐를 방사하여 개체수가 늘기를 희망했다. 포식자 올빼미에도 불구하고, 재도입이 성공적이었으며 베르니에 섬보다 개체수가 빠르게 성장했고 멸종 위기에서 벗어났다.
화석 증거에 의하면, 굴드쥐의 분포 지역은 샤크만 지역부터 오스트레일리아 서부 해안가를 따라 이어지며 더 멀리 내륙 건조 지역까지 확장된다.